# Église Saint-Paul d'Hyères
Pour les articles homonymes, voir Église Saint-Paul.
L'église Saint-Paul d'Hyères appelée aussi collégiale Saint-Paul d'Hyères est une ancienne collégiale située à Hyères, en France.

## Historique
Selon les légendes au sujet des Templiers, et attachées à leur histoire, après la destruction de l'Ordre du Temple en 1312, leurs biens furent donnés  aux Chevaliers Hospitaliers de Saint-Jean de Jérusalem ; ladite légende veut que le trésor des Templiers soit caché sous la collégiale Saint-Paul.  

### Ex-votos
L'édifice, classé au titre des monuments historiques par un arrêté du 12 juin 1992, abrite une exposition permanente d'ex-votos,. 
Lesdits ex-votos ont une particularité spécifique dans cette collégiale, c’est celle d’être, pour l'ensemble des 432 exemplaires inventoriés, sous la forme de petits tableaux votifs ; chacun illustre une scène de la vie quotidienne face à une situation définie de péril, de menace.  
La force de ce témoignage révèle une grande richesse et présente pour la Provence, un intérêt historique et iconographique, certain. Une partie desdits ex-votos provient de la chapelle Notre-Dame-de-Consolation détruite lors du débarquement de Provence, le 15 août 1944. 
Pendant la Révolution, le culte de la déesse Raison est installé en la collégiale ; elle devient ainsi, un des  temples du jacobinisme.
|                       |
| Ex-voto daté de 1613. |

|                                                              |
| Reconnaissance à Notre-Dame-de-Consolation (Piot Charlotte). |

|                                                    |
| Ex-voto de madame Raymond Hyères, 25 octobre 1881. |

|                                                    |
| Ex-voto de Tropini Elie, Chaumont le 18 juin 1940. |

|                            |
| Ex-voto signé "M.M. 1949". |

|                                        |
| Ex-voto "tombeau des 4 frères Macary". |

## Architecture
L'église possède une unique nef datant du XIIe siècle et qui a été en partie reconstruite au XVe siècle dans un style gothique tardif,. La collégiale conserve ainsi les vestiges du premier édifice construit dans le style roman provençal.
Au XIIIe siècle, elle est protégée par un rempart dont la porte Saint-Paul devient l’entrée principale.
Vers la fin du XVIe siècle, une nouvelle église, de style gothique rayonnant et de plan irrégulier, est édifiée ; elle est attenante à l’ancienne église romane, qui en devient le narthex. La collégiale se termine ainsi par une abside à trois pans et se divise en cinq travées éclairées par des fenêtres gothiques flamboyantes. 
Le portail actuel d'aspect Renaissance a été construit entre 1787 et 1789. Enfin, une tour carrée, de style roman, avec une ouverture en plein cintre, domine l'ensemble.

Au XIXe siècle, la porte et l’escalier sont réalisés face à la rade pour faciliter l’accès depuis la ville basse. 

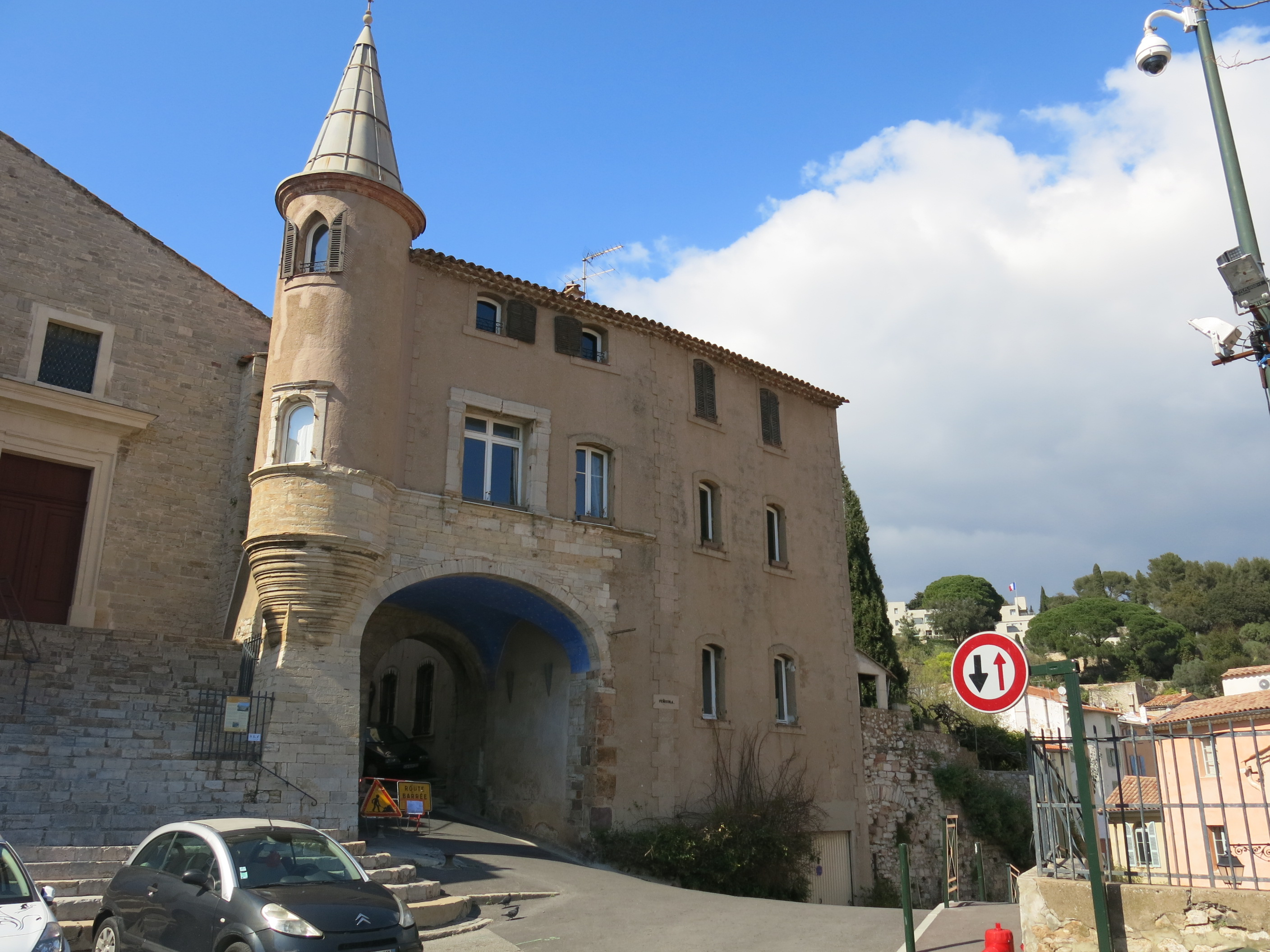
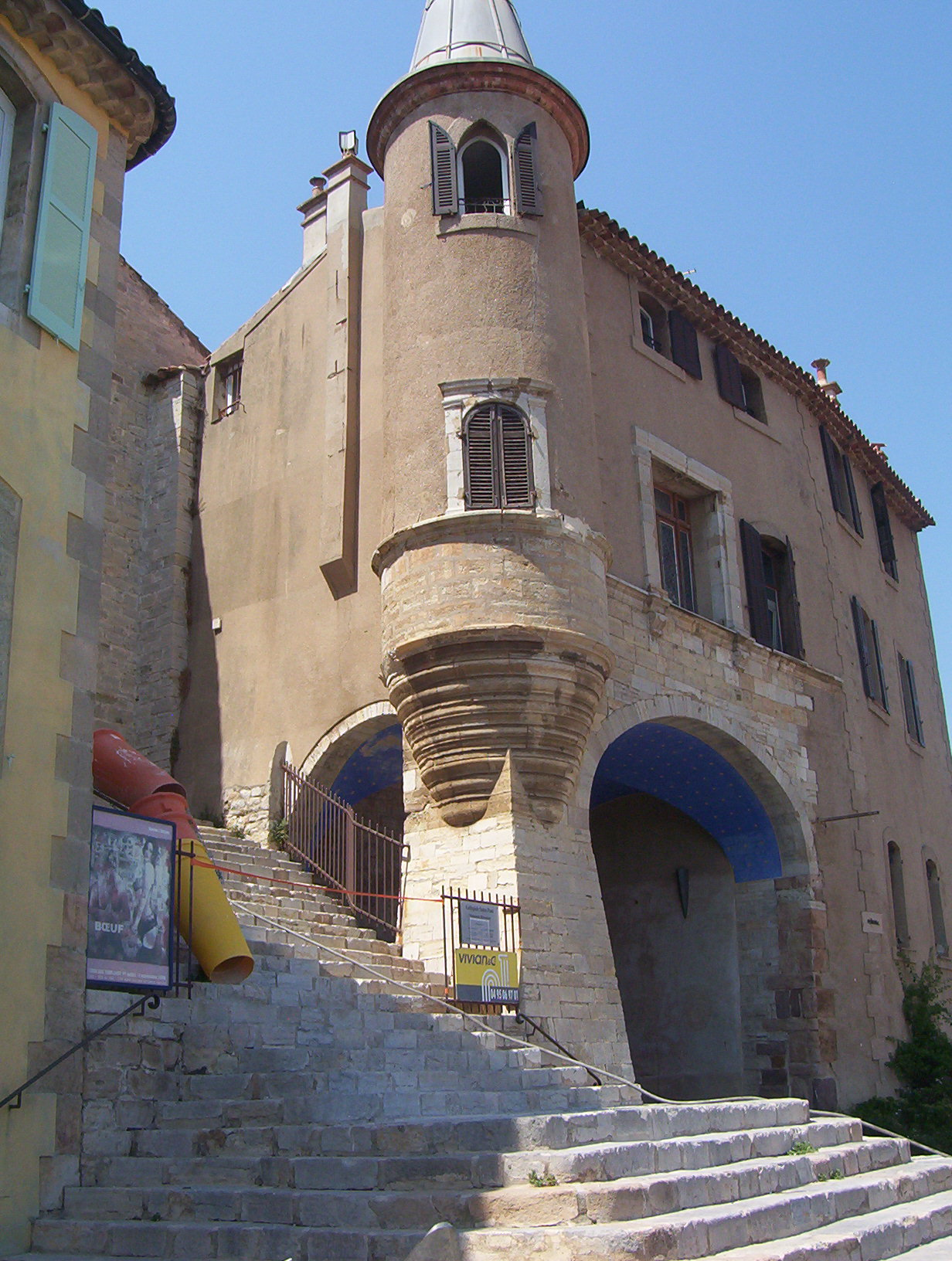
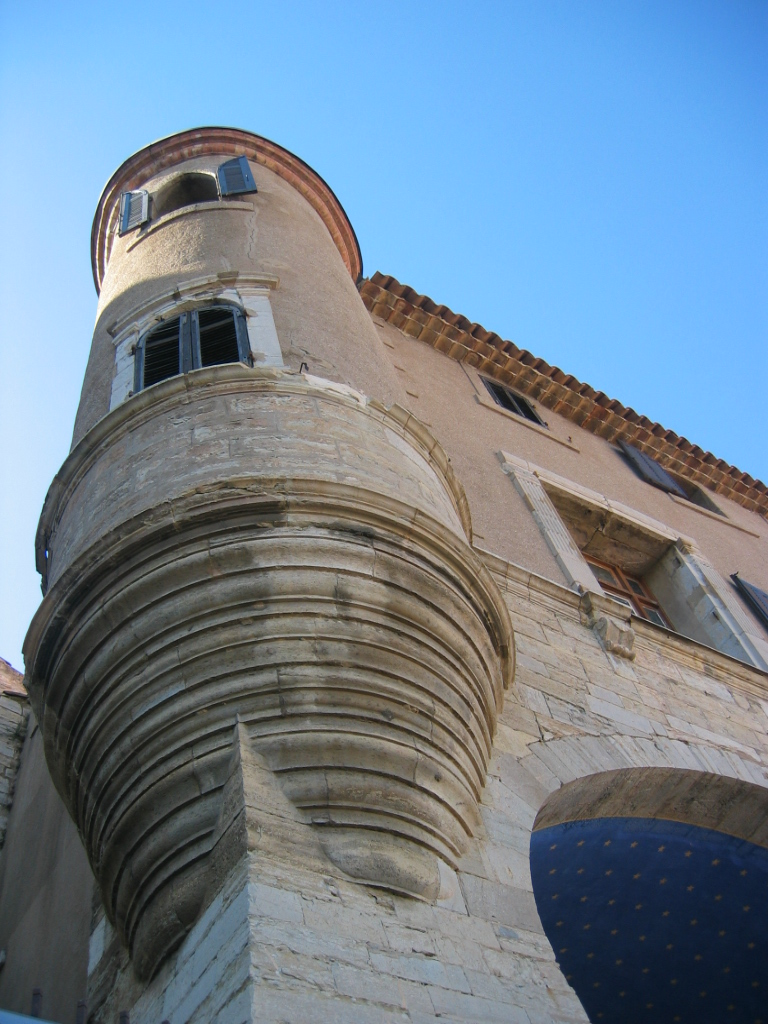
Vue et détails de la Porte Saint-Paul
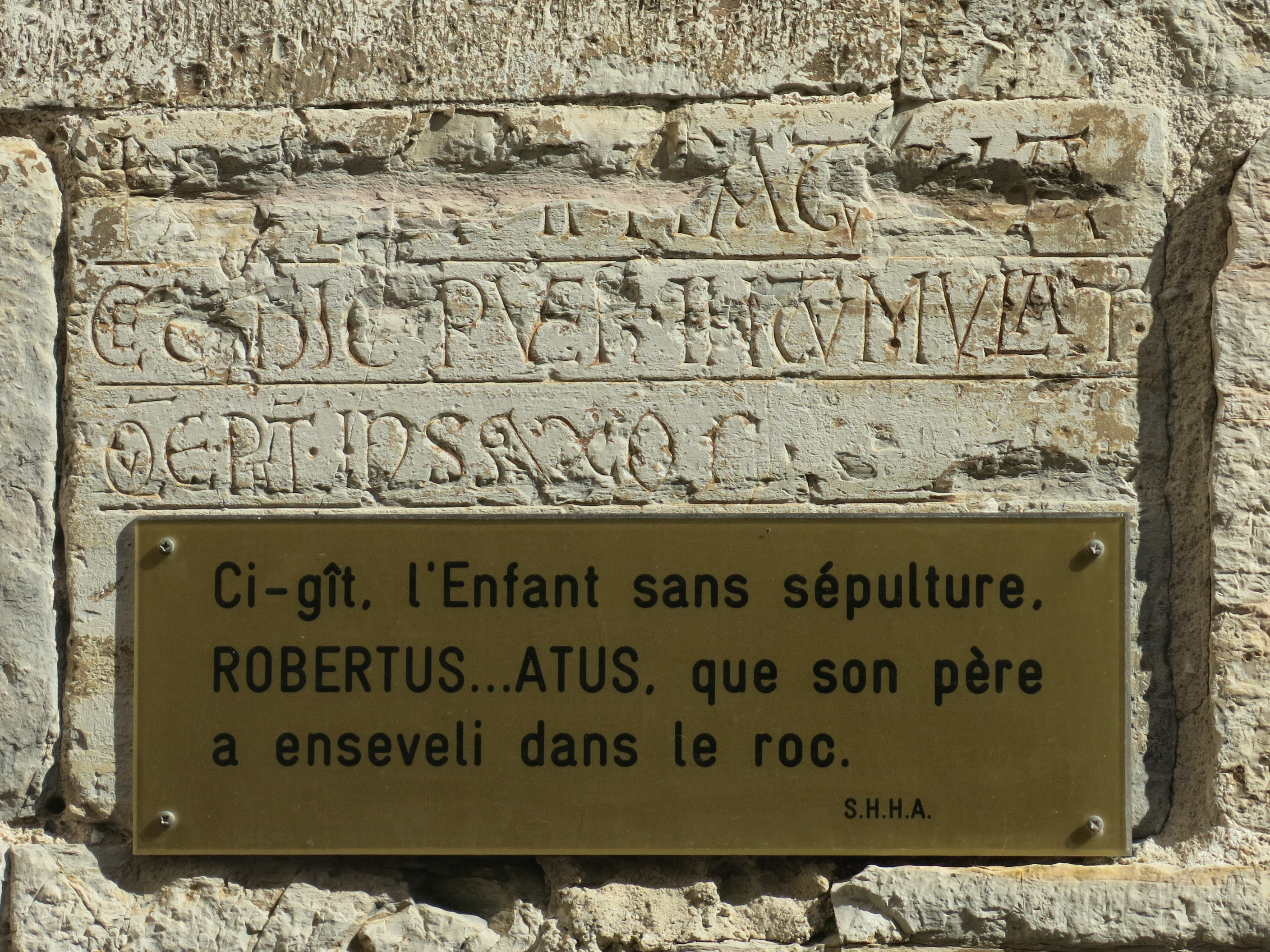